# Bundesentschädigungsgesetz
Das Bundesgesetz zur Entschädigung für Opfer der nationalsozialistischen Verfolgung (Bundesentschädigungsgesetz, BEG) gewährt Personen, die in der Zeit vom 30. Januar 1933 bis zum 8. Mai 1945 aus politischen, rassischen, religiösen oder weltanschaulichen Gründen verfolgt wurden und dadurch Schäden an Leben, Körper, Gesundheit, Freiheit, Eigentum oder Vermögen sowie im beruflichen oder wirtschaftlichen Fortkommen erlitten haben, eine Entschädigung in Geld. Es ist Teil der deutschen Wiedergutmachungspolitik nach dem Zweiten Weltkrieg und zu unterscheiden von deutschen Reparationen an Länder, die sich mit dem Deutschen Reich im Kriegszustand befanden oder deren Gebiet von der Wehrmacht besetzt worden war.
Die deutschen Entschädigungsleistungen für die Opfer des Nationalsozialismus betrugen bis 2021 insgesamt über 80 Mrd. Euro. Davon entfällt mehr als die Hälfte auf Leistungen nach dem BEG.

## Entwicklung des BEG

### Die deutsche Nachkriegsgesellschaft
Nach dem „Schock der ersten Stunde“, in der die nationalsozialistischen Verbrechen gegen die Menschlichkeit in das Blickfeld der Öffentlichkeit gelangten, ließ die Bereitschaft, politische und moralische Verantwortung zu übernehmen, nach. Im Bewusstsein der deutschen Nachkriegsgesellschaft wurde den Opfern ein eher unbedeutender Platz zugewiesen. Vor dem Hintergrund des Wiederaufbaus, des Kalten Krieges und schließlich des eigenen, während des Krieges und danach erfahrenen Leids, begannen viele Deutsche, sich selbst als Opfer zu sehen. Auch änderte sich das Bild vom Nationalsozialismus. Die Betonung des manipulativen und terroristischen Charakters des NS-Staates und die Sicht auf einen dämonisierten Adolf Hitler half, eine Mitschuld an den NS-Verbrechen zu verdrängen. Man begann, das eigene Leid mit der Verfolgung der NS-Opfer aufzurechnen – das Klischee von wohlversorgten NS-Opfern wurde zu einer Art politischer Mythos – und einhergehend mit der Integration ehemaliger NS-Funktionäre in die deutsche Nachkriegsgesellschaft wurden nicht die Täter, sondern die Opfer als eine Belastung für die neue Gesellschaft empfunden. „Was soll man tun, wenn ein ganzes Volk bockt“, soll der engagierte Befürworter der Entschädigungsgesetze und ehemalige Verhandlungsführer beim Luxemburger Abkommen, Franz Böhm (CDU), gesagt haben.
Die Wiedergutmachung war zwar in der Bevölkerung unpopulär, hatte aber offenbar keine negativen Auswirkungen auf das Wählerverhalten. Böhm kandidierte 1953 und 1957 in einem Frankfurter Wahlkreis, der für seine Partei sehr gefährdet war, und gewann beide Male das Mandat.
Auf der anderen Seite versuchten Spitzenpolitiker wie der Bundesfinanzminister Fritz Schäffer (CSU), Stimmen gegen die Wiedergutmachungsregelung zu sammeln. Den Höhepunkt seiner Kampagne stellte eine Rede auf einer CSU-Veranstaltung in Plattling im Dezember 1957 dar, als er schon nicht mehr das Amt des Finanzministers bekleidete. Da behauptete er u. a., die Wiedergutmachung erschüttere die Stabilität der Deutschen Mark. In der Presse wurde dieser Ausfall aufs Schärfste verurteilt; das Bundeskabinett distanzierte sich, einschließlich seines Nachfolgers im Finanzressort.
Die Sicht auf die Opfer des NS-Regimes war nicht einheitlich. Während die Entschädigung von Juden und politisch Verfolgten trotz finanzieller Bedenken in der Öffentlichkeit eher zustimmend angenommen wurde, war die Akzeptanz solcher Verfolgtengruppen wie z. B. „Zigeuner“ und Zwangssterilisierte wesentlich geringer. Dasselbe galt für den konservativ-militärischen Widerstand gegen den Nationalsozialismus, etwa die Attentäter vom 20. Juli 1944 und ihre Hinterbliebenen. Personen, die nach 1945 der Kommunistischen Partei Deutschlands angehörten, wurde die Entschädigung versagt.
Am 26. April 1949 wurde als zoneneinheitliches Gesetz vom Süddeutschen Länderrat (1946–1949) das Gesetz zur Wiedergutmachung nationalsozialistischen Unrechts (Entschädigungsgesetz) — USEG erlassen und im August 1949 nach Inkrafttreten des Grundgesetzes durch besondere Landesgesetze in Bayern, Bremen, Baden-Württemberg und Hessen eingeführt. Das USEG wurde damit gemäß Art. 125 GG nur in den betreffenden Ländern Bundesrecht (partikuläres Bundesrecht). In den Ländern der britischen und der französischen Besatzungszone sowie in Berlin (West) ergingen nun entsprechende Gesetze, die grundsätzlich die gleichen Schadensarten regelten wie das Entschädigungsgesetz.

### Bundesergänzungsgesetz von 1953
Der erste Deutsche Bundestag (1949–1953) ließ sich Zeit bei der Vereinheitlichung eines Entschädigungsrechts, das sich auf den gesamten Geltungsbereich des Grundgesetzes erstreckte. Die Verhandlungen blieben jahrelang in der Frage der Kompetenz- und Kostenverteilung zwischen Bund und Ländern stecken. 1951 wurden offizielle Regierungsgespräche zwischen der Bundesrepublik und Israel eingeleitet. Als dritter Partner kam die New Yorker „Conference on Jewish Material Claims against Germany“ hinzu, ein Dachverband der wichtigsten jüdischen Organisationen, der in den Verhandlungen die außerhalb Israels lebenden Juden vertrat. Die Verhandlungen, die in Wassenaar bei Den Haag geführt wurden und im September 1952 in das Luxemburger Abkommen mündeten, bilden einen Markstein in der Wiedergutmachungsgeschichte. Im Protokoll Nr. 1 zu dem Abkommen verpflichtete sich die Bundesregierung zur Entschädigung für Opfer der nationalsozialistischen Verfolgung. Der damalige Bundeskanzler Konrad Adenauer (CDU) erklärte das Israel-Abkommen zur Chefsache. Er setzte sich mit Hilfe der SPD-Bundestagsfraktion gegen die Widerstände durch, die sich im Bundeskabinett, in der Regierungskoalition und in Teilen der Presse regten. Die Gegner argumentierten mit den Kosten einer solchen gesetzlichen Regelung.
Das erste bundeseinheitliche Entschädigungsgesetz war das Bundesergänzungsgesetz zur Entschädigung für Opfer der nationalsozialistischen Verfolgung (BEG) vom 18. September 1953. Es war noch kurz vor Ende der Legislaturperiode des ersten Deutschen Bundestages beschlossen worden und legte in 103 Paragraphen die zu entschädigenden Personengruppen, die zu berücksichtigenden Schadensbestände, die Befriedigung der Entschädigungsansprüche und die zuständigen Behörden und Verfahrensvorschriften fest. Es ergänzte nicht nur das Entschädigungsgesetz (USEG), indem es Rechtsgleichheit im gesamten Bundesgebiet herstellte, es ging auch inhaltlich darüber hinaus. Anspruch auf Entschädigung bestand auch für Künstler und Wissenschaftler, die eine vom Nationalsozialismus abweichende Richtung vertreten hatten, Hinterbliebene von ermordeten Verfolgten, irrtümlich Verfolgte und Personen, die verfolgt worden waren, weil sie einem Verfolgten nahestanden (§ 1 Abs. 2 und Abs. 3 BEG).
Ein entscheidendes Kriterium bildete die Wohnsitzvoraussetzung (subjektiv-persönliches Territorialitätsprinzip). Antragsberechtigt waren Verfolgte des NS-Regimes, die am 1. Januar 1947 ihren Wohnsitz in der Bundesrepublik Deutschland oder West-Berlin hatten, oder die vor ihrem Tod oder ihrer Auswanderung dort gelebt hatten. Gründe für diese Regelung waren ansonsten nicht übersehbare Kosten sowie eine Abgrenzung zu den deutschen Reparationen nach dem Zweiten Weltkrieg. Aus Kriegs- oder Besatzungshandlungen erwachsene Schäden können nach völkerrechtlichen Grundsätzen grundsätzlich nicht als Einzelanspruch vom Geschädigten unmittelbar gegen den schadenstiftenden Staat geltend gemacht werden, sondern sind durch Reparationen von Staat zu Staat unter Ausschluss von Ansprüchen des einzelnen Geschädigten abgegolten. Damit waren alle Verfolgte aus dem Ausland von der Entschädigung ausgeschlossen. Problematisch war auch die gesetzte Antragsfrist. Die Verfolgten waren weltweit verstreut und es war für sie schwierig, schnell genug an die notwendigen Unterlagen heranzukommen.
Dieses Gesetz wurde drei Jahre später durch das Bundesentschädigungsgesetz von 1956 neu gefasst.

### Bundesentschädigungsgesetz von 1956
Mit Gesetz vom 29. Juni 1956 erhielt das Bundesergänzungsgesetz die Überschrift Bundesgesetz zur Entschädigung für Opfer der nationalsozialistischen Verfolgung (Bundesentschädigungsgesetz – BEG) und eine neue Fassung, nachdem die Bundesrepublik Deutschland im Vierten Teil des Überleitungsvertrags ihre Verpflichtung zur Entschädigung für Opfer der nationalsozialistischen Verfolgung gegenüber den drei Westalliierten bekräftigt hatte.
In § 4 in Verbindung mit § 149 ff. BEG erhielten auch Verfolgte, welche die bisherigen Wohnsitz- und Stichtagsvoraussetzungen nicht erfüllten, Anspruch auf Entschädigung. Der Stichtag war nun der 31. Dezember 1952. Dies galt vor allem für Verfolgte, die aus dem Deutschen Reich nach dem Stande vom 31. Dezember 1937 ausgewandert waren und in Gebieten wohnten, mit deren Regierungen die Bundesrepublik keine diplomatischen Beziehungen unterhielt, außerdem Heimkehrer, Vertriebene, Flüchtlinge aus der Sowjetischen Besatzungszone und so genannte Displaced Persons. Die Entschädigungsleistungen in den einzelnen Schadenstatbeständen wurden erhöht.
Das BEG 1956 baute auch die Vorschriften über Schäden im wirtschaftlichen Fortkommen durch Einfügung neuer Vorschriften über Versorgungsschäden aus (§§ 64 ff. BEG).
Schließlich führte das BEG von 1956 einen besonderen Abschnitt mit Vorschriften für juristische Personen, Anstalten und Personenvereinigungen ein, wenn sie gewaltsam aufgelöst oder zur Auflösung gezwungen worden waren (§§ 142 ff. BEG). Die Fünfte Durchführungsverordnung legte die Versorgungseinrichtungen fest, die als durch nationalsozialistische Gewaltmaßnahmen aufgelöst anzusehen waren.
Von der Entschädigung ausgeschlossen waren gem. § 6 BEG ausdrücklich
- ehemalige Mitglieder der NSDAP
- Personen, die nach dem 23. Mai 1949 die freiheitliche demokratische Grundordnung im Sinne des Grundgesetzes bekämpft hatten, beispielsweise Kommunisten[16]
- Personen, die nach dem 8. Mai 1945 im Geltungsbereich des BEG wegen eines Verbrechens rechtskräftig zu einer Freiheitsstrafe von mehr als drei Jahren verurteilt worden waren.

Viele Verfolgte unterließen einen Entschädigungsantrag auch aus Angst, durch das Entschädigungsverfahren Erinnerungen an die im Konzentrationslager erlittenen Qualen erneut durchleben zu müssen. Andere wollten deutschen Behörden gegenüber nicht als Bettler auftreten oder sich auf die ehemaligen Verfolger einlassen.
Der finanzielle Aufwand für die Durchführung des BEG in der bisher geltenden Fassung betrug bis zum 30. Juni 1955 insgesamt 418 112 254 DM. Es ergab sich als finanzieller Gesamtaufwand für die Durchführung des BEG in neuer Fassung ein Betrag von 6,5 bis 7 Milliarden DM, wovon bei Inkrafttreten der Novelle (1. April 1956) rd. 1 Milliarde DM
gezahlt sein sollten.

### BEG-Schlussgesetz von 1965
1965 wurde das BEG-Schlussgesetz erlassen.
Unter anderem erhielten Verfolgte, deren Anspruch auf Rente für Schäden an Körper oder Gesundheit rechtskräftig festgesetzt worden war, zusätzlich einen Anspruch auf Krankenversorgung für nicht verfolgungsbedingte Leiden (§§ 141a bis c BEG).
Im Wesentlichen sah das Schlussgesetz aber vor, dass nach dem 31. Dezember 1969 keine Ansprüche nach dem BEG mehr angemeldet werden können. Der Gesetzgeber hielt die Aufklärung der inzwischen viele Jahrzehnte zurückliegenden Vorgänge, auf die Entschädigungsansprüche gestützt werden, in der überwiegenden Zahl aller Fälle für „nahezu unmöglich“, was das Bundesverfassungsgericht anerkannte. Seitdem besteht keine Möglichkeit mehr, neue Ansprüche auf Entschädigungsleistungen nach dem BEG geltend zu machen. Unter bestimmten Umständen sind allerdings noch Verschlimmerungsanträge und die Feststellung von Spätschäden, insbesondere psychischer Spätfolgen möglich.
2012 wurden nach Auskunft der Deutschen Bundesregierung noch rund 53.000 Renten mit rentenrechtlichen Zeiten auf Grund von NS-Verfolgung gezahlt, wovon rund 8.000 auf im Inland ansässige Personen und etwa 45.000 auf im Ausland ansässige Personen entfallen.

### Härtefonds für jüdische Verfolgte
1980 wurde von der Bundesrepublik Deutschland ein „Härtefonds“ eingerichtet. Unter bestimmten Voraussetzungen konnten Juden, die aus der damaligen Sowjetunion nach Israel, in die USA und andere Länder ausgewandert und aus von ihnen nicht zu vertretenen Gründen von bisherigen Entschädigungsleistungen nach dem BEG ausgeschlossen waren, eine Einmalleistung in Höhe 5.000 DM und weitere Hilfen beantragen. Die administrative Umsetzung dieser Richtlinie lag in Händen der Jewish Claims Conference.
Gemäß Artikel 2 der Vereinbarung vom 18. September 1990 zum Einigungsvertrag und nochmals mit Vereinbarung vom 15. November 2012 zwischen dem damaligen Bundesfinanzminister Wolfgang Schäuble und dem Vorsitzenden der Jewish Claims Conference wurde der Berechtigtenkreis ausgeweitet, insbesondere auf jüdisch Verfolgte, die im Gebiet Osteuropas und der ehemaligen Sowjetunion lebten. Hierdurch sollte insbesondere die ablehnende Haltung der DDR in Entschädigungsfragen überwunden werden.
Artikel 2 lautet:

„Die vertragschließenden Seiten geben ihrer Absicht Ausdruck, gemäß Beschluß der Volkskammer der Deutschen Demokratischen Republik vom 14. April 1990 für eine gerechte Entschädigung materieller Verluste der Opfer des NS-Regimes einzutreten. In der Kontinuität der Politik der Bundesrepublik Deutschland ist die Bundesregierung bereit, mit der Claims Conference Vereinbarungen über eine zusätzliche Fondslösung zu treffen, um Härteleistungen an die Verfolgten vorzusehen, die nach den gesetzlichen Vorschriften der Bundesrepublik Deutschland bisher keine oder nur geringfügige Entschädigungen erhalten haben.“

Über die Höhe der Wiedergutmachungsleistungen an jüdische Verfolgte aus dem sog. Artikel 2-Fonds bis zum 30. Juni 2021 unterrichtete die Bundesregierung den Deutschen Bundestag am 4. Oktober 2021. Danach erhielt die Jewish Claims Conference an Einmalbeihilfen zur Abgeltung von Härten im Einzelfall rund 1,086 Mrd. Euro, laufende Beihilfen für jüdische Verfolgte mit besonders schwerem Verfolgungsschicksal in Höhe von rund 4,620 Mrd. Euro sowie einmalige Überbrückungsleistungen in Höhe von rund 109,743 Mio. Euro. Außerdem werden rund 300 Institutionen weltweit gefördert, die die jüdischen Verfolgten im häuslichen Bereich unterstützen. Verwaltungskosten werden der Jewish Claims Conference jeweils in notwendiger Höhe erstattet.

## Verfolgungsgründe
Das BEG gewährt einen Anspruch auf Entschädigung für Opfer der nationalsozialistischen Verfolgung aus Gründen politischer Gegnerschaft gegen den Nationalsozialismus oder aus Gründen der Rasse, des Glaubens oder der Weltanschauung (§ 1 Abs. 1 BEG).
Diese Gründe sind abschließend wie schon nach § 1 Abs. 1 des Gesetzes zur Wiedergutmachung nationalsozialistischen Unrechts (Entschädigungsgesetz) — USEG von 1949. Verfolgter im Sinne des BEG ist daher nicht jeder, der in der nationalsozialistischen Zeit durch nationalsozialistische Gewaltmaßnahmen Schaden erlitten hat, sondern nur derjenige, der durch solche Maßnahmen aus bestimmten Gründen, wie sie in § 1 BEG definiert sind, verfolgt worden ist (sog. typisches NS-Unrecht). Die Regelung von Schäden, die jemand aus anderen Gründen in nationalsozialistischer Zeit, gegebenenfalls auch durch nationalsozialistische Gewaltmaßnahmen, erlitten hat, sollte nach dem Willen des Gesetzgebers von 1955 an anderer Stelle erfolgen.

### Rassische Gründe

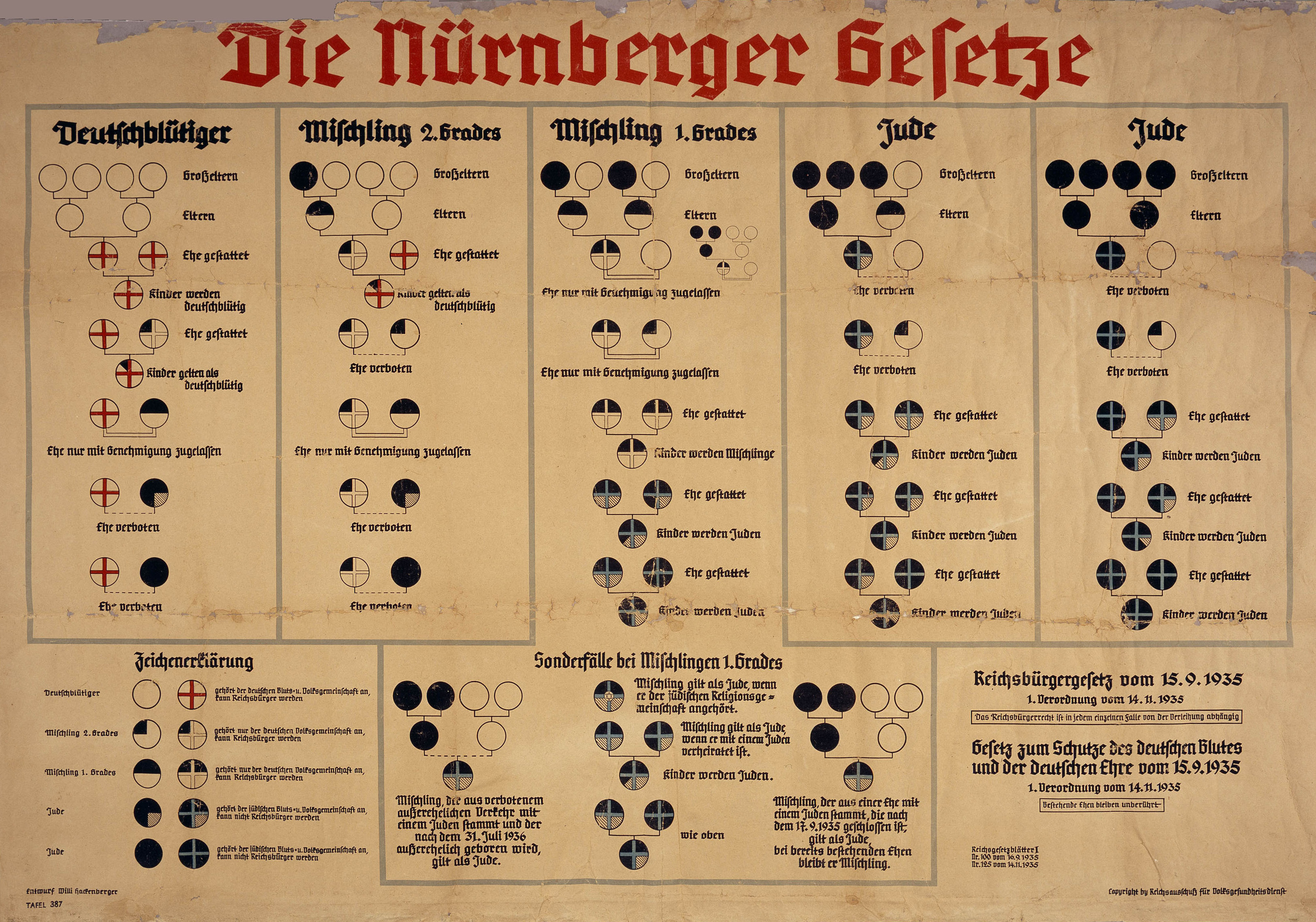
Bildtafel zu den Nürnberger Gesetzes (1935)

#### Verfolgte nicht jüdischer Abstammung
Die Nationalsozialisten gingen in den Nürnberger Gesetzen von 1935 nicht von religiösen, sondern von rassischen Vorstellungen aus und verfolgten somit als Juden auch Personen, die nicht der jüdischen Glaubensgemeinschaft angehörten, aber nach der nationalsozialistischen Rassenlehre als sog. Geltungsjuden angesehen wurden. Für Verfolgte nicht jüdischer Abstammung, die aus formellen Gründen keine gesetzlichen Entschädigungsleistungen erhalten konnten, hat die Bundesregierung eine den für jüdische Verfolgte entsprechende Regelung mit dem sog. Wiedergutmachungs-Dispositions-Fonds (WDF) getroffen. Danach werden einmalige Beihilfen bis zu 2.556 Euro und in besonderen Fällen auch laufende Beihilfen gewährt.

#### Sinti und Roma
Sinti und Roma waren nach der damals herrschenden Kommentarliteratur zum BEG zumindest vor März 1943 nicht aus rassischen Gründen verfolgt worden. Am 7. Januar 1956 entschied der IV. Zivilsenat Bundesgerichtshofs mit dem stellvertretenden Vorsitzenden Walther Ascher, die verfahrensgegenständliche Umsiedlungsaktion von Sinti und Roma nach dem Generalgouvernement aufgrund eines Schnellbriefs des Reichsführers SS und Chefs der Deutschen Polizei vom 27. April 1940 sei nicht allein aus Gründen der Rassenpolitik der nationalsozialistischen Gewalthaber durchgeführt worden, sondern zur „Bekämpfung des Zigeunerunwesens,“ „ihrer asozialen Eigenschaften“ und „durch die Zigeunerplage hervorgerufener Mißstände,“ daher nicht entschädigungspflichtig nach § 1 BEG. Allenfalls komme in der auf den 1. März 1943 folgenden Zeit – dies sei der Zeitpunkt, der für die Durchführung des Auschwitz-Erlasses Heinrich Himmlers vom 16. Dezember 1942 durch Deportation in das dortige Zigeunerlager maßgebend ist – eine Verfolgung aus rassischen Gründen in Betracht. Diese Ansicht dominierte lange die Verwaltungspraxis, wenn auch Instanzgerichte immer wieder abweichend über die Verfolgungsgründe geurteilt und mit dem BGH intensiv über die Frage gestritten hatten, was unter rassischer Verfolgung zu verstehen sei.
In einer Entscheidung aus dem Jahr 1963 hat der Bundesgerichtshof diese Rechtsprechung im Ergebnis zwar aufgegeben und eine rassistische Verfolgung auch für die Zeit vor 1943 bejaht, sich dabei allerdings nicht von den früheren Formulierungen distanziert.

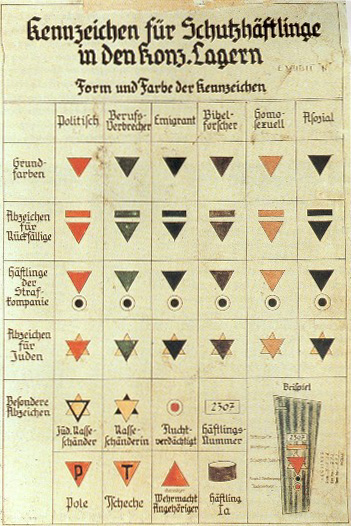
Kennzeichnung der Schutzhäftlinge in den Konzentrationslagern, darunter „Bibelforscher“, „Politische“ und „Asoziale.“

### Glaubensgründe
Glauben im Sinne des § 1 Abs. 1 BEG ist „die von einem Einzelnen oder einer Gemeinschaft Gleichgesinnter vertretene religiöse Überzeugung.“ Neben Mitgliedern der christlichen Kirchen, die das NS-Regime gegen Ende 1940 im sog. Pfarrerblock des KZ Dachau zusammenfasste, waren die Zeugen Jehovas („Bibelforscher“) besonders betroffen.

### Weltanschauung
Unter „Weltanschauung“ versteht man die Gesamtheit von Vorstellungen über Welt und Leben und die Stellung des Menschen in der Welt. Zu den aus Gründen der Weltanschauung Verfolgten gehören etwa Freimaurer oder Anthroposophen.

### Politische Gegnerschaft
Zu den typischen politischen Gegnern zählten die verfolgten Mitglieder der KPD, der SPD, des Zentrums, der Gewerkschaften und ähnlicher Organisationen, die den Nationalsozialismus als solchen aus politischen, nicht nur aus persönlichen oder wirtschaftlichen Gründen, bewusst ablehnten.

#### „Asoziale“
Als „aus Gründen politischer Gegnerschaft gegen den Nationalsozialismus“ verfolgt sind insbesondere Fälle ausgeschlossen, „in denen es sich lediglich um gelegentliche Unmutsäußerungen, um sittlich nicht gerechtfertigte Gewalttaten, um Asoziale sowie um solche Personen gehandelt hat, die jede staatliche Ordnung, welche es auch sei, zu bekämpfen entschlossen sind.“
Die Gruppe der sogenannten Asozialen ist deshalb nicht anspruchsberechtigt nach dem BEG. Sie können nach den Härterichtlinien des Allgemeinen Kriegsfolgengesetzes (AKG) aus einem Fonds seit 1988 unter bestimmten Umständen eine einmalige Beihilfe, laufende Leistungen sowie ergänzende laufende Leistungen in besonderen finanziellen Notlagen als Ermessensleistung erhalten.
Von den AKG-Härterichtlinien werden auch Opfer von Zwangssterilisation und sog. Euthanasie, außerdem Fälle psychiatrischer Verfolgung erfasst.
Im November 2010 wies Frank Schneider, Präsident der Deutschen Gesellschaft für Psychiatrie, Psychotherapie und Nervenheilkunde, in einer Rede zur Aufarbeitung der Verbrechen an psychisch Kranken und geistig Behinderten im Nationalsozialismus jedoch darauf hin, dass die zwangssterilisierten und ermordeten psychisch kranken Menschen bis heute nicht explizit als Opfer des NS-Regimes und als Verfolgte aus rassischen Gründen anerkannt sind. Er verlangte, dieses Unrecht aufzuheben und das fortdauernde Leid und das Schicksal dieser Opfer auch von Seiten des deutschen Staates angemessen zu würdigen.

#### Widerstand gegen den Nationalsozialismus
Als Verfolgte gelten auch Geschädigte, die eine ihnen zur Last gelegte Handlung in Bekämpfung der nationalsozialistischen Gewaltherrschaft oder in Abwehr der Verfolgung begangen haben (§ 1 Abs. 3 Nr. 2 BEG).
In der Präambel erkennt der Gesetzgeber seit 1953 ausdrücklich die Tatsache an,
- dass Personen, die aus Gründen politischer Gegnerschaft gegen den Nationalsozialismus oder aus Gründen der Rasse, des Glaubens oder der Weltanschauung unter der nationalsozialistischen Gewaltherrschaft verfolgt worden sind, Unrecht geschehen ist, und
- dass der aus Überzeugung oder um des Glaubens oder des Gewissens willen gegen die nationalsozialistische Gewaltherrschaft geleistete Widerstand ein Verdienst um das Wohl des Deutschen Volkes und Staates war.

Damit sollte „der aktive und vielfach unter Einsatz von Leib und Leben geleistete Widerstand gegen den nationalsozialistischen Unrechtsstaat seine verdiente sittliche Würdigung und Rechtfertigung erfahren.“
Dieser Widerstand musste nach den Worten des damaligen Präsidenten des Bundesgerichtshofs Hermann Weinkauff jedoch in jedem Falle nach seinen Beweggründen, Zielsetzungen und Erfolgsaussichten als „ein ernsthafter und sinnvoller Versuch zur Beseitigung des bestehenden Unrechtszustandes gewertet werden können, der einen lebens- und entwicklungsfähigen Keim des Erfolges in sich trägt, durch den er selbst bei seinem etwaigen äußeren Scheitern als ein allgemein gültiges und wirksames Zeugnis für das Recht und für den in dem unterdrückten Volk noch lebendigen Willen zum Recht in die Zukunft hinauswirkt und so jedenfalls zur Vorbereitung der schließlichen Überwindung des allgemeinen Unrechtszustandes einen entscheidenden Beitrag leistet“. Von dieser Art sei der Widerstand der Männer des 20. Juli 1944, den der Gesetzgeber in der Präambel zum BEG ersichtlich als den beispielhaften Fall eines rechtmäßigen Widerstandes angesehen habe, nicht hingegen „Einzelaktionen, die an den bestehenden Verhältnissen nichts zu ändern vermochten.“ Am 14. Juli 1961 entschied der IV. Zivilsenat des Bundesgerichtshofs unter dem Vorsitz Walther Aschers deshalb, dass ein Widerstand nur dann Honorierung verdiene, wenn es sich dabei einwandfrei um eine „Bekämpfung des Nazistaates“ gehandelt habe, die zumindest „eine gewisse Aussicht auf Erfolg“ versprach. Von einem Bekämpfen könne nur die Rede sein, wenn die Handlungsweise geeignet war, „der NS-Gewaltherrschaft in nennenswertem Ausmaß Abbruch zu tun“. Mit dieser Begründung lehnte der Senat die Entschädigung für Gesundheitsschäden eines wegen Wehrkraftzersetzung von der Militärjustiz zu einer Haftstrafe und Bewährung in einem Strafbataillon verurteilten Mannes ab.
Nachdem der Deutsche Bundestag am 15. Mai 1997 eine Entschließung angenommen hatte, den Opfern der Wehrmachtsjustiz bzw. ihren Angehörigen eine einmalige Leistung von 7 500 DM zu gewähren, erhielten die Berechtigten nach dem Erlass zur abschließenden Regelung der Rehabilitierung und Entschädigung von während des Zweiten Weltkrieges aufgrund der Tatbestände Wehrkraftzersetzung, Kriegsdienstverweigerung und Fahnenflucht Verurteilten vom 17. Dezember 1997 eine entsprechende Entschädigung.
1998 wurden mit dem Gesetz zur Aufhebung nationalsozialistischer Unrechtsurteile in der Strafrechtspflege „strafgerichtliche Entscheidungen, die unter Verstoß gegen elementare Gedanken der Gerechtigkeit nach dem 30. Januar 1933 zur Durchsetzung oder Aufrechterhaltung des nationalsozialistischen Unrechtsregimes aus politischen, militärischen, rassischen, religiösen oder weltanschaulichen Gründen ergangen sind,“ aufgehoben.

## Schadenstatbestände
Im Zweiten Abschnitt zählt das BEG die entschädigungspflichtigen Tatbestände (Wiedergutmachungsfälle) abschließend auf (§§ 15 ff. BEG).
Die Entschädigung für materielle Schäden (Schäden an Eigentum, Vermögen und beruflichem/wirtschaftlichem Fortkommen) macht dabei deutlich unter 30 % der Leistungen aus, während auf die Schäden an Leben, Freiheit, Körper und Gesundheit weit über 60 % der Zahlungen entfallen.
Die Aufwendungen werden vom Bund und den Ländern gemeinsam getragen (§ 172 BEG).
Hat ein Verfolgter mehrere Schäden erlitten und damit mehrere Entschädigungsansprüche, so werden diese auf bestimmte Art miteinander verrechnet.

### Schaden an Leben, Körper oder Gesundheit
Hinterbliebene von Verfolgten, die getötet oder in den Tod getrieben worden sind, erhalten eine Rente oder Kapitalentschädigung (§ 15 Abs. 1, § 16 BEG). Dies gilt insbesondere für überlebende Ehegatten und Kinder von deportierten Personen, aber auch, wenn der Verfolgte in polizeilicher (Schutzhaft, Polizeiliche Vorbeugungshaft) oder militärischer Haft, Inhaftnahme durch die NSDAP, Untersuchungshaft, Strafhaft, Konzentrationslagerhaft und Zwangsaufenthalt in einem Ghetto verstorben ist (§ 15 Abs. 2, § 43 BEG), aber auch für Opfer der Menschenversuche in nationalsozialistischen Konzentrationslagern. Bei nicht unerheblichen Schäden an Körper oder Gesundheit, insbesondere einer Beeinträchtigung der Erwerbsfähigkeit um mindestens 25 %, erhalten Verfolgte außer einer finanziellen Entschädigung auch Heilverfahren und Umschulungsbeihilfe (§ 28, § 31 BEG). Stirbt ein Verfolgter an den Schädigungsfolgen, haben seine Hinterbliebenen Anspruch auf Versorgung. Zugunsten deportierter oder inhaftierter Personen wird der ursächliche Zusammenhang zwischen dem Schaden und der Verfolgung vermutet.
In der Sechsten Durchführungsverordnung legte die Bundesregierung über 1600 Haftstätten fest, die als Konzentrationslager im Sinne des BEG anzusehen sind. Dazu zählen neben den Haupt- auch die KZ-Außenlager und Außenkommandos.

### Schaden an Freiheit
Entschädigt wird die Freiheitsentziehung in der Zeit von der Machtergreifung am 30. Januar 1933 bis zur bedingungslosen Kapitulation der Wehrmacht am 8. Mai 1945. Der Inhaftierung werden ein Leben unter haftähnlichen Bedingungen, Zwangsarbeit unter haftähnlichen Bedingungen und die Zugehörigkeit zu einer Straf- oder Bewährungseinheit der Wehrmacht gleichgeachtet (§ 43 BEG).
Verurteilungen zu Haftstrafen, etwa durch Sonder- oder Standgerichte, mussten im Zweifel in einem Wiederaufnahmeverfahren oder nach Rechtsvorschriften zur Wiedergutmachung nationalsozialistischen Unrechts in der Strafrechtspflege aufgehoben werden (§ 44 BEG). In den Besatzungszonen bereits vorhandene landesrechtliche Regelungen über Antragsverfahren zur Aufhebung von Strafurteilen galten gemäß Art. 125 Nr. 2 GG als partielles Bundesrecht weiter.
Anspruch auf Entschädigung besteht auch für Freiheitsbeschränkungen wie das Tragen des Judensterns oder ein menschenunwürdiges Leben in der Illegalität oder unter falschem Namen (§ 47 BEG).
Da 95 % der früheren Zwangsarbeiter in Osteuropa lebten, hatten sie wegen der Wohnsitz- und Stichtagsregelungen keinen Zugang zu Entschädigungsleistungen nach dem BEG. Zu ihren Gunsten wurde im Jahr 2000 die Stiftung „Erinnerung, Verantwortung und Zukunft“ errichtet.

### Schaden an Eigentum und Vermögen
Wurde eine im Zeitpunkt der Schädigung dem Verfolgten gehörende Sache im Reichsgebiet nach dem Stande vom 31. Dezember 1937 oder im Gebiet der Freien Stadt Danzig zerstört, verunstaltet oder der Plünderung preisgegeben, besteht Anspruch auf eine Entschädigung in Geld, die sich nach dem Wiederbeschaffungswert bemisst, insgesamt jedoch nicht mehr als 75.000 Deutsche Mark (§ 51, § 52, § 55 BEG). Das gilt auch, wenn der Verfolgte seinen Hausrat im Stich lassen musste, weil er inhaftiert wurde, in die Illegalität abgetaucht, ausgewandert, geflohen, ausgewiesen oder deportiert worden ist.
Daneben bestehen Ansprüche auf Rückerstattung oder Schadensersatz nach dem Bundesrückerstattungsgesetz, etwa für Arisierungen (§ 53 BEG).
Außer den materiell messbaren Eigentumsschäden an beweglichen und unbeweglichen Sachen besteht auch ein Entschädigungsanspruch, wenn Verfolgte an ihrem im Reichsgebiet nach dem Stande vom 31. Dezember 1937 oder im Gebiet der Freien Stadt Danzig gelegenen Vermögen geschädigt worden sind (§ 56 BEG). Damit sind insbesondere Boykottschäden gemeint, außerdem Verluste von mehr als 20 % beim Umtausch von Reichsmark in fremde Valuta, die ein Verfolgter bei der Vorbereitung einer Auswanderung erlitten hat, ohne dass er seine Absicht zur Auswanderung dann auch hat ausführen können sowie Aufwendungen für die Auswanderung und Rückwanderung, Leistungen von Sonderausgaben wie die Judenvermögensabgabe und Zahlung von unangemessen hohen Geldstrafen, Bußen und Kosten, beispielsweise bei Devisenvergehen, aber auch z. B. bei der Zwangsliquidation von Unternehmungen eingetretene Schäden (Verlust des goodwill, Verschleuderung von Warenlagern). Dazu zählen ausdrücklich auch Kosten aus der Aufzwingung eines Heimeinkaufsvertrages, Abgaben an die Deutsche Golddiskontbank zur Erlangung einer Ausfuhrgenehmigung (Dego-Abgabe) und die Entrichtung von Reichsfluchtsteuer (§ 59 BEG).

### Schaden im beruflichen und im wirtschaftlichen Fortkommen
Verfolgte, die in der Nutzung ihrer Arbeitskraft geschädigt wurden oder den satzungs- oder bedingungsgemäß bestehenden Anspruch auf eine Versicherungsleistung außerhalb der Sozialversicherung (Schutz einer Lebensversicherung) verloren haben, erhalten Entschädigung (§ 65, § 127 ff. BEG). Die Kapitalentschädigung für einen Schaden im beruflichen Fortkommen beträgt für den einzelnen Verfolgten maximal 40.000 Deutsche Mark (§ 123 BEG) und für den einzelnen Versicherungsnehmer oder Bezugsberechtigten wegen eines Versicherungsschadens maximal 25.000 Deutsche Mark (§ 133 BEG).
Einen Schaden im beruflichen Fortkommen erlitten etwa Angehörige selbständiger Berufe, wenn sie aus einer selbständigen Erwerbstätigkeit, einschließlich land- und forstwirtschaftlicher oder gewerblicher Tätigkeit, verdrängt oder in ihrer Ausübung wesentlich beschränkt wurden, also aus diesen Tätigkeiten kein Entgelt mehr erzielen konnten. Eine „Verdrängung aus land- und forstwirtschaftlicher Tätigkeit“ lag etwa vor bei einer entschädigungslosen Enteignung nach dem Reichserbhofgesetz vom 29. September 1933. Juden wurde nach dem Gesetz zur Änderung der Gewerbeordnung für das Deutsche Reich vom 6. Juli 1938 die Ausübung des Bewachungsgewerbes, die gewerbsmäßige Auskunftserteilung über Vermögen und persönliche Angelegenheiten, das Handeln mit Grundstücken, die Vermittlung von Immobiliarverträgen und Darlehen sowie das Gewerbe der Haus- und Grundstücksverwalter, die gewerbsmäßige Heiratsvermittlung und das Fremdenführergewerbe sowie der Hausierhandel und die Ausübung eines Gewerbes außerhalb des Ortes der Niederlassung verboten. Berufsverbote betrafen außerdem jüdische Anwälte und Ärzte, aber auch Beamte, die gem. § 4 des Gesetzes zur Wiederherstellung des Berufsbeamtentums „nach ihrer bisherigen politischen Betätigung nicht die Gewähr dafür [boten], dass sie jederzeit rückhaltlos für den nationalen Staat eintreten“. Wiedereinstellung in den öffentlichen Dienst konnte nach dem Gesetz zur Regelung der Wiedergutmachung nationalsozialistischen Unrechts für Angehörige des öffentlichen Dienstes vom 11. Mai 1951 verlangt werden.
Als Schaden im beruflichen Fortkommen gilt auch der Schaden, den ein Verfolgter in seiner Berufsausbildung oder in seiner vorberuflichen Ausbildung durch Ausschluss von der erstrebten Ausbildung oder durch deren erzwungene Unterbrechung erlitten hat (§ 115 BEG), z. B. aufgrund einer reichseinheitlichen und gesetzlich sanktionierten isolierten Schulbildung für jüdische Kinder nach Artikel II der Zehnten Verordnung zum Reichsbürgergesetz.
Bei der Beschlagnahme jüdischer Versicherungswerte spielte das Gesetz über die Einziehung volks- und staatsfeindlichen Vermögens vom 14. Juli 1933 eine große Rolle. Die Versicherungsgesellschaften waren außerdem nach § 7 der Elften Verordnung zum Reichsbürgergesetz vom 25. November 1941 verpflichtet, dem Oberfinanzamt Berlin die Versicherungsvermögen jener Personen anzuzeigen, die „mit der Verlegung des gewöhnlichen Aufenthalts im Ausland“ die deutsche Staatsangehörigkeit verloren hatten und deren Vermögen damit dem Reich verfallen war. Nach der Deportation konnten die Finanzbehörden dann die Rückkaufswerte von den Versicherungsgesellschaften anfordern. Verfolgte sollen dafür als Kapitalentschädigung die Leistungen erhalten, die ihnen ohne die Schädigung nach dem Versicherungsverhältnis zugestanden hätten oder zustehen würden (§ 128, § 129 BEG).

## Zuständigkeit und Verfahren

### Entschädigungsorgane
Die Errichtung der Entschädigungsbehörden ist Ländersache. Örtlich zuständig ist grundsätzlich die Entschädigungsbehörde des Landes, in dem der Verfolgte am 31. Dezember 1952 seinen Wohnsitz oder dauernden Aufenthalt gehabt hat (§ 184, § 185 BEG).
Entschädigung wird nur auf Antrag gewährt (§ 189 Abs. 1 Satz 1 BEG). Der Antrag soll gem. § 190 BEG enthalten
1. Angaben zur Person und zu den wirtschaftlichen Verhältnissen,
2. eine Darstellung des den Anspruch begründenden Sachverhalts,
3. Angabe von Beweismitteln,
4. Angaben über Art und Umfang des Anspruchs,
5. eine Erklärung, ob und wo der Antragsteller schon früher einen Antrag gestellt oder einen Anspruch angemeldet hat,
6. eine Erklärung über Leistungen, die im Zuge der Entschädigung für Opfer der nationalsozialistischen Verfolgung aus deutschen öffentlichen Mitteln oder von einem nach bürgerlichem Recht Schadensersatzpflichtigen bewirkt worden sind,
7. eine Erklärung darüber, ob und mit welchem Erfolg ein Rückerstattungsverfahren wegen eines dem Antragsteller oder seinem Rechtsvorgänger vor der Entziehung gehörenden Vermögensgegenstandes anhängig gemacht worden ist.

Die Entschädigungsbehörde entscheidet durch Bescheid (§ 195 BEG). Soweit der geltend gemachte Anspruch abgelehnt worden ist, kann der Antragsteller Klage vor dem für den Sitz der Entschädigungsbehörde zuständigen Landgericht (Entschädigungskammer) erheben (§ 210 BEG). Für Berufung und Revision sind das Oberlandesgericht (Entschädigungssenat) und der Bundesgerichtshof (Entschädigungssenat) zuständig (§ 208, § 218, § 219 BEG).
Entschädigungsbehörden und -gerichte ermittelt von Amts wegen alle für die Entscheidung erheblichen Tatsachen und alle erforderlichen Beweise. Zweifelhafte Tatsachen dürfen zugunsten des Antragstellers für festgestellt erachtet werden (§ 176 BEG). Die Verfahren bei den Entschädigungsbehörden und -gerichten sind gebühren- und auslagenfrei (§ 207, § 225 BEG).

### Archivierung des Aktenbestands
Zum Nachweis der erlittenen Verfolgung wurden von den zuständigen Behörden verschiedene Lebensdokumente sowie eidesstattliche Versicherungen der Opfer selbst
sowie von Zeugen eingeholt (§ 191 Abs. 4, § 192 BEG), die die vielfältigen staatlichen Repressions- und Verfolgungsmaßnahmen des NS-Regimes dokumentieren und als Ersatz für die während des Zweiten Weltkriegs vielfach verloren gegangenen und vernichteten Akten dienten. Zur Prüfung der Anspruchsberechtigungen herangezogen wurden auch Reisepässe, Geburts-, Heirats- und Taufurkunden und sogar Tonbandaufzeichnungen.
BEG-Anträge von Opfern oder Hinterbliebenen mussten in der Regel bei der Entschädigungsbehörde gestellt werden, die für den letzten Wohnsitz eines Geschädigten zuständig war. Entsprechend werden auch die sogenannten Wiedergutmachungsakten regional geführt. Gerade diese Akten sind oftmals wichtige Quellen für historische Recherchen, besonders bei Recherchen über Personen. Es ist jedoch nicht immer leicht, herauszufinden, in welchem Archiv sich die Akten befinden, da es keine länderübergreifende und frei zugängliche Datenbank für Wiedergutmachungsakten gibt. Einzelne Bundesländer, zum Beispiel Rheinland-Pfalz, verfügen bis heute nicht über ein frei zugängliches Archiv-Recherchesystem, im Gegensatz etwa zu Hessen, das über das Archivinformationssystem Hessen problemlos die Suche nach Wiedergutmachungsakten ermöglicht und in der Folge auch die Beantragung einer Akteneinsicht, die allerdings vor Ort in einem der drei hessischen Archive erfolgen muss. Ähnliches gilt für das Land Berlin mit seiner WGA-Datenbank.
Vor diesem Hintergrund kommt der Bundeszentralkartei (BZK) eine besondere Bedeutung zu. Sie ist das zentrale Register aller Entschädigungsverfahren nach dem Bundesentschädigungsgesetz (BEG) und wird vom Land Nordrhein-Westfalen im Auftrag des Bundes und der Länder seit 1995 bei der Bezirksregierung Düsseldorf geführt. Dorthin müssen alle Bundesländer die für das Register notwendigen Daten melden. In einem Merkblatt der BZK vom April 2020 hieß es dazu: „Zur Zeit besteht die BZK aus ca. 2 Millionen Karteikarten, auf denen die Namen der Antragsteller, soweit davon abweichend der Verfolgten, die Geburtsdaten, die letzte bekannte Anschrift zum Zeitpunkt der ersten Antragstellung, die Aktenzeichen der Entschädigungsverfahren sowie die für das Verfahren zuständigen Entschädigungsbehörden verzeichnet sind. Die BZK ist nach Geburtsdaten geordnet, so dass die Angabe des exakten Geburtsdatums bei Anfragen unbedingt erforderlich ist.“
Auch in der BZK kann nicht online recherchiert werden. Auskünfte müssen schriftlich unter Angabe der zuvor genannten Kriterien eingeholt werden, und es sind nur Auskünfte darüber möglich, ob eine bestimmte Person bei einer Entschädigungsbehörde in der Bundesrepublik Deutschland einen Antrag nach dem BEG gestellt hat und unter welchen Aktenzeichen das Verfahren bei einer Entschädigungsbehörde geführt wird. Akteneinsicht muss dann bei den jeweiligen Landesbehörden (Archiven) beantragt werden, zum Beispiel über das oben erwähnte Archivinformationssystem Hessen. 
Seit dem 1. Juli 2021 ist das Bundesarchiv für die Konzeption und Gestaltung des Themenportals „Wiedergutmachung nationalsozialistischen Unrechts“ verantwortlich. Es soll einmal länderübergreifend einen zentralen Zugang zu den Millionen Akten der deutschen Wiedergutmachungspolitik ermöglichen und funktioniert als Subportal des Archivportals-D. Seit 1. Januar 2025 sind dort die Bestände der Berliner WGA-Datenbank (Akten der Berliner Wiedergutmachungsämter) recherchierbar. Wann andere Bundesländer nachziehen, ist nicht bekannt.

### Zum BEG
- Ingeborg Becker, Harald Huber, Otto Küster: Bundesentschädigungsgesetz: Bundesergänzungsgesetz zur Entschädigung für Opfer der nationalsozialistischen Verfolgung (BEG) vom 18. September 1953. Kommentar. Vahlen, 1955.
- Bundesentschädigungsgesetz mit Durchführungsverordnungen und Nebenbestimmungen. 2., erweiterte Auflage, München 1955.
- Hendrik George van Dam, Heinz Loos: Bundesentschädigungsgesetz: Bundesgesetz zur Entschädigung für Opfer der nationalsozialistischen Verfolgung vom 29. Juni 1956. Kommentar. Vahlen, Berlin u. a., 1957.
- Georg Blessin, Hans Giessler: Bundesentschädigungsgesetz. Kommentar zu der Neufassung des Bundesentschädigungsgesetzes. Verlag: München, Beck, 1967.
- Walter Brunn, Richard Hebenstreit: Bundesentschädigungsgesetz (BEG-Schlußgesetz) und Rechtsverordnungen: Kommentar; Nachtrag 1966–1967. Berlin: Schmidt-Verlag, 1967.
- Bundesentschädigungsgesetz (BEG) und Schmerzensgeld. In: Carl Bruno Bloemertz: Die Schmerzensgeldbegutachtung. Leitfaden für Ärzte, Juristen und Versicherungsfachleute. De Gruyter, 1971, S. 81. ISBN 978-3-11-003636-7.
- Katharina van Bebber: Wiedergutgemacht? Die Entschädigung für Opfer der nationalsozialistischen Verfolgung nach dem Bundesergänzungsgesetz durch die Entschädigungsgerichte im OLG-Bezirk Hamm. Berlin: Duncker und Humblot, 2001. Zugl.: Münster (Westfalen), Univ.-Diss. 2000. ISBN 3-428-10486-2.
- Georg Arnold, Senad Hadzic: Das Bundesentschädigungsgesetz (BEG). Zukunft braucht Erinnerung, 5. Oktober 2004.

### Zur Wiedergutmachungspolitik
- Bundesministerium der Finanzen, in Zusammenarbeit mit Walter Schwarz (Hrsg.): Die Wiedergutmachung nationalsozialistischen Unrechts durch die Bundesrepublik Deutschland. 6 Bände. München 1973 ff.
- Constantin Goschler, Ludolf Herbst (Hrsg.): Wiedergutmachung in der Bundesrepublik Deutschland. Schriftenreihe der Vierteljahrshefte für Zeitgeschichte. Sondernummer. Oldenbourg, München 1989. ISSN 0506-9408.
- Klaus Barwig, Günter Saathoff, Nicole Weyde (Hrsg.): Entschädigung für NS-Zwangsarbeit. Rechtliche, historische und politische Aspekte. Baden-Baden 1998. ISBN 3-7890-5687-1.
- Hermann-Josef Brodesser u. a.: Wiedergutmachung und Kriegsfolgenliquidation. Geschichte, Regelungen, Zahlungen. München 2000. ISBN 3-406-31455-4.
- Hans Günter Hockerts: Wiedergutmachung in Deutschland. Eine historische Bilanz 1945–2000. In: Vierteljahrshefte für Zeitgeschichte. Jg. 49. H. 2, München 2001. ISSN 0506-9408, S. 169–214.
- Christian Reimesch: Vergessene Opfer des Nationalsozialismus? Zur Entschädigung von Homosexuellen, Kriegsdienstverweigerern, Sinti und Roma und Kommunisten in der Bundesrepublik Deutschland. Berlin, 2003.
- Gestern kein Recht, heute keine Gerechtigkeit? Der lange Weg zur Entschädigung von NS-Unrecht. Hörbuch. LWL-Medienzentrum und Villa ten Hompel, 2011. ISBN 978-3-939974-20-8 (2 CDs).
- Berthold Grzywatz: Die Verfolgten des Nationalsozialismus in der deutschen Nachkriegspolitik. Rendsburg, 2017.
- Christl Wickert: Keine Gerechtigkeit. Die ungleiche Unterstützung des KZ-Überlebenden Fritz Bringmann und des SS-Mannes Walter Filsinger nach 1945. Metropol, Berlin 2022, ISBN 978-3-86331-676-1.